# Andreas Asanes
Andreas Asanes (mittelgriechisch Ἀνδρέας Ἀσάνης; bulgarisch Андрей Асен; † nach 1355) war ein byzantinischer Aristokrat bulgarischer Herkunft. Gemeinsam mit seinem Bruder Michael Asanes war er 1354/55 designierter Statthalter von Morea.

## Leben
Andreas war ein Angehöriger eines Zweiges der bulgarischen Herrscherfamilie Assen (griechisch Asanes), der seit dem späten 13. Jahrhundert im Byzantinischen Reich ansässig war und bis zum Ende des Reichs im 15. Jahrhundert zahlreiche hohe Amts- und Würdenträger stellte. Durch seinen Vater Isaak Palaiologos Asanes war er ein Enkel von Zar Iwan Assen III. (1279–1280) und Irene Palaiologina. Andreas’ ältere Geschwister waren Andronikos, Michael und Irene; seine Kusine Irene Asanina war mit Kaiser Johannes VI. Kantakuzenos verheiratet.
Über Andreas’ Kindheit und Jugend ist nichts bekannt, doch dürften er und seine Geschwister im engsten Umfeld des byzantinischen Kaiserhofes aufgewachsen und erzogen worden sein. Nach der Absetzung Johannes’ VI. im Dezember 1354 wurden Michael und Andreas Asanes von dessen Rivalen Kaiser Johannes V. beauftragt, den 1349 als Statthalter eingesetzten Despoten Manuel Kantakuzenos aus Morea zu vertreiben. Bei ihrer Ankunft auf der Peloponnes im Herbst 1355 gewannen die Asanes-Brüder die Unterstützung einiger lokaler Archonten, die zuvor vergeblich gegen den Despoten rebelliert hatten. Manuel Kantakuzenos zog sich hinter die Mauern von Mistra zurück, während die Asanoi die venezianischen Besitzungen Modon und Coron plünderten, um durch die Verteilung von Beutegut weitere Anhänger um sich zu scharen. Die Venezianer stellten sich daraufhin ebenso auf Manuels Seite wie die große Mehrheit der Bevölkerung der Halbinsel. Angesichts der Aussichtslosigkeit ihres Unterfangens kehrten Andreas und Michael Asanes nach Konstantinopel zurück. Johannes V. war gezwungen, Manuel Kantakuzenos formell als kaiserlichen Gouverneur, de facto aber autonomen Herrscher von Morea anzuerkennen.
Das weitere Schicksal von Andreas Asanes ist unbekannt, doch dürfte er 1373/74 noch in Konstantinopel gelebt haben.